# 魔幻學院
《魔幻學院》（西班牙語：Zipi y Zape y el club de la canica）是2013年西班牙冒險電影，由奥斯卡·桑托斯執導，改編自José Escobar Saliente的系列漫畫《齊普與柴普》。
2013年9月8日於多倫多國際影展上映，9月21日於聖賽巴斯提安國際影展上映，10月4日於西班牙上映。該片獲得了哥雅獎的四項提名。

## 劇情
頑皮的雙胞胎齊普與柴普暑假期間被送到霍普再教育中心，這是一所管理十分嚴厲的學校，校長費康奈堤嚴格禁止學生進行一切的娛樂活動。齊普在「冥想室」裡發現了一些彈珠，他於是與柴普、同學費羅與麥可，以及費康奈堤的姪女馬蒂妲組成了「彈珠幫」，暗中在校內惡作劇。
費康奈堤與保安海蒂在學校創辦人霍普的雕像找到了一張霍普留下的藏寶圖，循著指示即可找到鑽石。齊普與柴普從費康奈堤的辦公室偷走藏寶圖，與彈珠幫成員依照圖上指示，趕在費康奈堤與海蒂前，通過學校暗道內的一道又一道關卡。過程中他們發現了原本的霍普再教育中心是一所寓教於樂的學校，充滿著玩具，但後來費康奈堤接管學校並把它徹底改造了。最終齊普等人來到一個充滿霍普生前留下的玩具的大房間；沒找到鑽石的費康奈堤感到失望，將彈珠幫成員鎖在大房間內。但齊普等人找到了出口，在全校師生的歡呼中現身，體育老師奎克宣布將費康奈堤關在冥想室內直到警察到來。結局暗示鑽石其實就隱藏在彈珠內。

## 演員
- Raúl Rivas 飾 齊普
- Daniel Cerezo 飾 柴普
- 哈維爾·古鐵雷茲 飾 費康奈堤，霍普再教育中心校長
- 克勞迪·雅維佳（西班牙语：Claudia Vega） 飾 馬蒂妲，費康奈堤的姪女
- Fran García 飾 費羅
- Marcos Ruiz 飾 麥可
- Christian Mulas 飾 海蒂，霍普再教育中心的保安之一

## 榮譽
| 年分   | 獎項            | 類別                        | 獲得者                          | 結果 | Ref.  |
| ------ | --------------- | --------------------------- | ------------------------------- | ---- | ----- |
| 2014年 | 哥雅獎          | 最佳改編劇本                | Jorge A. Lara和Francisco Roncal | 提名 | [ 4 ] |
| 2014年 | 哥雅獎          | 最佳藝術指導                | Juan Pedro de Gaspar            | 提名 | [ 4 ] |
| 2014年 | 哥雅獎          | Best Production Supervision | Koldo Zuazua                    | 提名 | [ 4 ] |
| 2014年 | 哥雅獎          | 最佳視覺特效                |                                 | 提名 | [ 4 ] |
| 2014年 | Neox Fan Awards | 最佳西班牙電影              |                                 | 提名 | [ 5 ] |
| 2014年 | Neox Fan Awards | 最佳西班牙電影演員          | 哈維爾·古鐵雷茲                 | 9th  | [ 6 ] |
| 2014年 | Neox Fan Awards | 最佳西班牙電影演員          | Daniel Cerezo                   | 10th | [ 6 ] |

## 外部連結
- 互联网电影数据库（IMDb）上《魔幻學院》的资料（英文）
- 爛番茄上《魔幻學院》的資料（英文）
- 開眼電影網上《魔幻學院》的資料（繁體中文）
- 豆瓣电影上《魔幻學院》的資料 （简体中文）